# Franciscus Donders
Franciscus (Franz) Cornelius Donders FRS FRSE (27 tháng 5 năm 1818 – 24 tháng 3 năm 1889) là một nhà nhãn khoa người Hà Lan. Trong sự nghiệp của mình, ông là giáo sư sinh lý học tại Utrecht, và được quốc tế coi là một chuyên gia về bệnh mắt, điều hành Bệnh viện Mắt Hà Lan, ông là một trong những người sáng lập ra ngành khoa học nhãn khoa.

## Tiểu sử
Ông sinh ra tại Tilburg, là con trai của Jan Franz Donders và Agnes Elizabeth Hegh. Ông theo học tại Trường Duizel và các chủng viện ở cả Tilburg và Boxmeer. Năm 1847, ông trở thành phó giáo sư tại đại học Utrecht và năm 1862, ông cũng đạt thêm một bằng giáo sư về sinh lý học. Cùng năm đó, ông trở thành phóng viên của viện Hoàng gia Khoa học và Nghệ thuật Hà Lan, sau đó gia nhập làm thành viên năm 1851.
Ông được biết tới với những công trình nghiên cứu bệnh về mắt và là người tiên phong nghiên cứu về thuật soi đáy mắt. Ông được cho là người phát minh áp kế mắt (1862), và giới thiệu lăng kính và những ống kính trụ để điều trị loạn thị.